# Scanzano (Castellammare di Stabia)
Scanzano is een plaats (frazione) in de Italiaanse gemeente Castellammare di Stabia.